# Papirus Oxyrhynchus 246
Papirus Oxyrhynchus 246 oznaczany jako P.Oxy.II 246 – pochodzący z I wieku rękopis napisany w języku greckim zawierający deklarację o rejestracji posiadanego stanu stada owiec przez egipskiego chłopa. Papirus ten został odkryty przez Bernarda Grenfella i Arthura Hunta w 1897 roku w Oksyrynchos. Tekst został opublikowany przez Grenfella i Hunta w 1899 roku.
P.Oxy.II 246 jest deklaracją napisaną przez lub w imieniu egipskiego rolnika o imieniu Harmiusis z miasta Phtohochis napisaną do urzędnika Papiskosa. Rolnik zawiadamia że, do posiadanego niedawno stanu dwunastu owiec chce dodać siedem nowych sztuk. Rękopis ten został napisany w 12 roku panowania Nerona w dniu 30 miesiąca Epeich według kalendarza koptyjskiego co oznacza, że powstał 24 czerwca 66 roku n.e. Odbiór deklaracji został potwierdzony przez trzech urzędników z Oksyrynchos ich własnoręcznymi podpisami złożonymi pod deklaracją. Podpisy te są napisane pochyłym i niedbałym charakterem pisma.
Ze względu na podobieństwo stylu i kształtu liter oraz zawartą w dokumencie datę, w 1994 roku Papirus Oxyrhynchus 246 obok zwoju 4Q119 oraz manuskryptu 7Q5 stał się głównym argumentem Carstena Thiede przy datowaniu przez niego papirusu {\displaystyle {\mathfrak {P}}^{64}} i {\displaystyle {\mathfrak {P}}^{67}} na lata 60-70 n.e. Pogląd ten nie został jednak ogólnie przyjęty.
Deklaracja w przeciwieństwie do podpisów urzędników jest napisana wyjątkowo czystym i starannym pismem uncjalnym. Manuskrypt został napisany na papirusie, na pojedynczym arkuszu. Rozmiary rękopisu wynoszą 34,3 na 8 cm. Przechowywany jest w Cambridge University Library (Add. Ms. 4052).